# Il villaggio russo dalla luna
Il villaggio russo dalla luna è un dipinto a olio su tela (126×104 cm) realizzato nel 1911 dal pittore Marc Chagall.

## Descrizione
In questo quadro è rappresentato, appunto, il villaggio russo luogo dei suoi ricordi d'infanzia.
Chagall, nato Moishe Segal (Mark Zacharovič Šagal all'anagrafe russa), attraverso questo quadro vuole trasmettere l'atmosfera del suo villaggio, rielaborando i suoi ricordi con fantasia. L'artista traspone in fantasiose visioni le sue memorie e le sue nostalgie.
Il ricordo del villaggio si può notare in molti dettagli: frammenti di negozi e abitazioni, e personaggi tipici. Una casa è rappresentata frontalmente, ma nel centro del quadro domina l'immagine di una bottega vista dall'alto; sul tetto della bottega c'è un uomo che insegue una capra.
Fa parte di una collezione privata.